# 查尔斯·冈恩
查尔斯·爱德华·詹姆斯·冈恩（英語：Charles Edward James Gunn，1885年8月14日—1983年12月30日），英国前男子田径运动员。他曾代表英国参加1920年夏季奥林匹克运动会田径比赛，获得男子10公里竞走铜牌。